# خشخاش شرلی
خشخاش شرلی (انگلیسی: Shirley poppy) نامی است که به گروه رقمی کشاورزی، گیاه یک‌ساله برگرفته از خشخاش وحشی اروپایی خشخاش مزرعه داده می‌شود.